# Nächterle
Das Nächterle, vom erzgebirgischen Ächtelein abgeleitet, war ein sehr kleines Volumenmaß im Einzelhandel für Flüssigkeiten. Es war ein Achtel, also das halbe Viertel, etwa 1/10 Liter.
In Reichenbach war es eine 1/4 Kanne. Zwei Nächterle waren somit ein Nößel.
Eine Redensart war: der hot e Nächterle ze viel.